# Norvegesi
I norvegesi (in lingua norvegese nordmenn) sono un gruppo etnico dell'Europa settentrionale, diffuso prevalentemente in Norvegia, nei Paesi scandinavi e, in seguito alla diaspora del XIX secolo e dei primi del XX secolo, nell'America settentrionale. I norvegesi e i loro discendenti si trovano nelle comunità di migranti di tutto il mondo, in particolare negli Stati Uniti, Canada, Australia e Brasile.
I norvegesi parlano come madrelingua il norvegese, appartenente alla famiglia delle lingue germaniche. La religione prevalente è il luteranesimo.

## Storia
Verso la fine del III millennio a.C., i popoli di lingua protoindoeuropea e della cultura dell'ascia da combattimento migrarono verso la Norvegia portando con sé cavalli domestici, agricoltura, bestiame e la tecnologia della ruota nella regione.
Durante l'Epoca vichinga, Harald Bellachioma unificò i regni norvegesi nel Regno di Norvegia, dopo aver vinto nella battaglia di Hafrsfjord negli anni 880. Due secoli di Espansione vichinga portarono al declino del paganesimo norreno con l'adozione del cristianesimo nel corso dell'XI secolo. Durante la Peste nera, circa il 60% della popolazione morì e nel 1397 la Norvegia entrò in un'unione con la Danimarca che venne chiamata Unione di Kalmar.
Nel 1814, dopo la sconfitta della Danimarca-Norvegia, durante le guerre napoleoniche, la Norvegia entrò in un'unione con la Svezia ed adottò una nuova costituzione. Il nazionalismo aumentò per tutto il XIX secolo e portò ad un referendum nel 1905 dove la Norvegia guadagnò l'indipendenza. Anche se la Norvegia rimase ufficialmente neutrale durante la prima guerra mondiale, il paese fu ufficiosamente alleato con le potenze dell'Intesa. Nella seconda guerra mondiale, la Norvegia proclamò la sua neutralità, ma venne comunque invasa ed occupata per cinque anni da parte della Germania nazista (1940-1945). Nel 1949, la neutralità venne abbandonata e la Norvegia divenne membro della NATO. La scoperta di petrolio e gas naturale nel Mare del Nord alla fine degli anni sessanta potenziarono l'economia della Norvegia. In due referendum tenuti nel 1972 e nel 1994, la Norvegia respinse l'adesione prima alla CEE e poi all'UE.

## Distribuzione geografica

Distribuzione dei norvegesi nel mondo

Come per molte delle persone provenienti dai Paesi europei, i norvegesi sono sparsi in tutto il mondo. Ci sono più di 100.000 cittadini norvegesi che vivono all'estero in modo permanente, per lo più negli Stati Uniti, Regno Unito e negli altri Paesi scandinavi.
Una volta che si rinuncia alla cittadinanza norvegese, si cessa di essere norvegesi. Nonostante questo, alcune persone scelgono di continuare a vedere sé stesse come aventi legami etnici o culturali con la Norvegia: esse possono allora includere la parola "norvegese" nella loro personale descrizione (per esempio, negli Stati Uniti, si definiscono norvegesi-americani).

### Epoca vichinga
I vichinghi norvegesi viaggiarono a nord ed ad ovest e fondarono numerose comunità nelle Isole Faroe, Shetland, Orcadi, Islanda, Irlanda, Scozia ed Inghilterra settentrionale. Essi hanno condotto ampie incursioni in Irlanda e fondarono, tra le altre, le città di Cork, Dublino e Limerick. Nel 947, una nuova ondata di Vichinghi norvegesi arrivò in Inghilterra, quando Erik il sanguinario conquistò la città di York. Dall'VIII secolo in poi, vichinghi norvegesi e danesi, il più famoso dei quali fu Rollone, si stabilirono in Normandia ed iniziò così la tradizione dei Normanni (uomini del nord), che si spostarono anche in Inghilterra, soprattutto dopo la battaglia di Hastings del 1066, la Sicilia e le altre isole del Mediterraneo.
A parte la Gran Bretagna e l'Irlanda, i vichinghi norvegesi crearono principalmente insediamenti in regioni in gran parte disabitate. Il primo colono norvegese permanente a noi noto in Islanda fu Ingólfur Arnarson. Nell'anno 874 si stabilì a Reykjavík.
Dopo la sua espulsione dall'Islanda Erik il Rosso scoprì la Groenlandia, un nome che scelse nella speranza di attirare coloni islandesi. Insediamenti vichinghi sono stati ritrovati nei fiordi riparati della costa meridionale e occidentale. Leif Eriksson, parente di Erik, pare che abbia scoperto il Nord America.

## Lingua
Il norvegese è una lingua germanica del nord con circa 5 milioni di parlanti, dei quali la maggior parte si trova in Norvegia. Ci sono anche alcune persone di madrelingua norvegese in Danimarca, Svezia, Germania, Gran Bretagna, Spagna, Canada e Stati Uniti. In quest'ultimo paese si trova la più grande comunità di norvegesi all'estero, con 55.311 persone che dichiaravano di parlare il norvegese nel 2000: circa la metà dei parlanti vivono in Minnesota (8.060), California (5.865), Washington (5460), New York (4200), e Wisconsin (3520).
Nel 2006, in Canada, c'erano 7.710 persone di madrelingua norvegese, delle quali 3.420 risiedono nella Columbia Britannica, 1.360 nell'Alberta, e 1.145 in Ontario.